# Bahía del Uda
La  bahía del Udá o Údskaya, a veces también golfo, (del ruso: У́дская губа́) es un entrante o bahía localizado en la parte occidental del mar de Ojotsk.
Sus costas y aguas, administrativamente, pertenecen al krai de Jabárovsk de la Federación de Rusia
Tiene una longitud de unos 100 km, unos 83 km de anchura y una profundidad máxima de solamente 36 m. Las mareas,  semi-diurnas, son bastante irregulares. En esta bahía desemboca el río Udá (457 km), que le da nombre. A la entrada de la bahía se encuentran las islas Chantar y el principal puerto en sus costas está en la pequeña localidad de Chumikan (sólo 1.344 hab. en 2002).
Las aguas de la bahía permanecen bajo el hielo desde octubre a junio.